# 耐火二層管
耐火二層管（たいかにそうかん, Fireproof double layer pipes）は、外層の繊維混入セメントモルタル管と、内層の硬質ポリ塩化ビニル管の二層構造からなる配管素材のこと。主に排水管に使用される。
腐食に強く排水管として優れた性能をもつ硬質ポリ塩化ビニル管と、耐火性、耐熱性に優れたセメントモルタル管の二層構造とすることで防火管材として排水管や通気管などに用いられ、建築基準法施行令や消防庁の通知および告示による規定に適合するものとして、建築基準法令や消防法で規定される防火区画を貫通する配管工法に使用することが認められている。通称はトミジ管。

## 概要
管の内層である硬質ポリ塩化ビニル管は気候変動に強く、腐食に強い。また、柔軟性と耐火性に優れかつ低価格であるが、耐熱性と耐衝撃性に欠く。外層である繊維混入セメントモルタル管は気候変動や耐火性、耐熱性に優れるが、柔軟性と耐衝撃性に欠く。
昭和47年10月に東亜石綿工業㈱（後にトーアトミジ㈱と改称）から「トミジパイプ」の商品名で発売が開始される。トーアトミジ㈱は平成13年11月30日に破産。平成14年以降はバクマ工業㈱が商品名と製造工場を引き継ぎ製造を行っている。

## 歴史
昭和30～40年代。ビル建物の高層化が進む中、多数の死傷者をだす大規模な火災が相次いで発生する。火災の炎が直接の原因ではなく、火災で発生した煙やガスによって死傷するケースも多かった。当時、急速に普及の進んだ硬質ポリ塩化ビニル管が防火区画を貫通する形で配管された排水管や通気管が多く、火災の熱で焼失または崩落した後に残る貫通孔が延焼経路や煙の流入経路となっていることが問題視された。
そうした中、石綿セメント円筒などを製造し数々の発明を手掛けていた東亜石綿工業㈱が昭和46年12月に後の耐火二層管の原型となる石綿ビニル二層管を開発。商品名は開発者の樽川富次の名前から「トミジパイプ」と命名。昭和47年10月に発売が開始される。その後、全国のホテルやマンション、病院、デパートなどの商業施設、学校や役所などの公共施設など、不特定多数が利用する建物に急速に普及した。
※東亜石綿工業㈱は昭和55年に社名をトーアトミジ㈱に改称。同社は平成13年11月30日に破産している。

## 耐火性能
内層に用いられる硬質ポリ塩化ビニル管は自己消火性があり、熱による変形や炭化が生じるが火炎を遠ざければ燃焼が止まる。外層に用いられる繊維混入セメントモルタル管は耐火性・耐熱性共に優れ、通常の火災を想定して行われる耐火試験において120分の加熱後も形状を維持する。また、熱伝導率が低いため、防火区画で隔てた片方で発生した火炎の温度が、管を伝わり他方の点火源となるおそれがない。そのため鋼管等のように防火区画貫通部付近を断熱材で被覆するよう求められることもない。
耐火二層管はこの異なる組成の管を二層とすることにより排水管としての性能と耐火性能を併せ持つ。

## 遮炎（煙）のメカニズム
火災発生時。内層の硬質ポリ塩化ビニル管は温度の上昇に伴い軟化するが、外層の繊維混入セメントモルタル管に支えられ落下することはない。加熱温度が硬質ポリ塩化ビニル管の引火点に達すると燃焼が始まり膨張の後に炭化する。これにより繊維混入セメントモルタル管の内部が閉塞し火炎や煙の流入経路が遮断される。万が一配管の途中が破断した場合にもその付近で同様のメカニズムが発生する。この遮断（煙）の一連の過程は比較的大きな150Aサイズにおいても管長30～50cm程度の範囲で完結することから、耐火二層管は重要箇所である立て管の全てと、その分岐部分および防火区画貫通部から管長で最低1mまでを耐火二層管で施工することが慣例化されている。

## アスベスト含有の時代
耐火二層管の外層に用いられる繊維混入セメントモルタル管は石綿スレートの製造方法を基礎としており、発売開始当初はアスベストが配合されていたが、1970年代にアスベストによる人体や環境への有害性が問題となったため、1980年代初頭より段階的に使用量を減らし1990年代に入る頃には耐火二層管にアスベストは使用されなくなった。以降、古い建物に設置されていた配管からアスベストが使用されていた時代の耐火二層管が見つかることがある。アスベストの使用や含有量については、繊維混入セメントモルタル管はの表面に印字されている旧建設省の建設大臣認定番号と同じ番号の建設大臣認定書に記載されている使用材料の項で確認できる。

## 受賞等[4]
- 昭和51年　トミジパイプが「中小企業長官奨励賞」受賞。
- 昭和52年2月　発明振興協会第2回発明大賞表彰式に於いてトミジパイプが「発明功労賞」を受賞。
- 昭和52年5月　発明協会の全国発明表彰式に於いて、樽川富次がトミジパイプ他多数の発明により東京都知事より「発明研究功労者」として表彰される。